# Ферешти (Марамуреш)
Ферешти (рум. Ferești) насеље је у Румунији у округу Марамуреш у општини Ђулешти. Oпштина се налази на надморској висини од 321 m.

## Становништво
Према подацима из 2002. године у насељу је живело 493 становника, од којих су сви румунске националности.